# Santa Barbara e un devoto
Santa Barbara e un devoto è un dipinto a olio su tela (275x173 cm) di Lattanzio Gambara, databile al 1558 e conservato nella chiesa di Santa Maria in Silva a Brescia, all'altare destro.

## Storia
La tela proviene dalla collegiata dei Santi Nazaro e Celso di Brescia dove, fino alla ricostruzione integrale della chiesa avvenuta nella seconda metà del Settecento, esisteva un altare dedicato a santa Barbara. Il 18 novembre 1858, la Commissione alla Fabbrica di Santa Maria in Silva invia una richiesta alla fabbriceria dei Santi Nazaro e Celso, dalla cui parrocchia dipendeva, di cedere alla nuova chiesa, in via precaria, il dipinto del Gambara, in quel momento semplicemente appeso su una parete della cappella della Natività. La richiesta viene accolta e l'opera viene inviata alla chiesa di Santa Maria in Silva, della quale si era terminata la costruzione pochi anni prima.
Per essere adattata alla cornice sull'altare, già predisposta, la tela viene ritagliata di qualche centimetro ai lati e viene creata la centinatura superiore. Per accentuarne la verticalità viene infine aggiunta una tavola centinata in sommità collegata direttamente alla tela lungo il bordo inferiore, con la linea di giunta mascherata dalle volute dorate che si staccano dalla cornice dorata.
La cessione della tela da parte della collegiata, concepita come provvisoria, richiedeva una sola condizione: al momento della consegna, la Commissione alla Fabbrica di Santa Maria in Silva avrebbe spedito alla fabbriceria dei Santi Nazaro e Celso una ricevuta recante l'impegno firmato a restituire l'opera, in qualsiasi caso essa fosse stata rivoluta indietro. Tale ricevuta, però, tarda ad essere spedita: il 1º maggio 1859, circa sei mesi dopo la consegna della tela, arriva il primo sollecito da parte della fabbriceria dei Santi Nazaro e Celso, anch'esso inevaso. Il secondo sollecito arriva a Santa Maria in Silva il 28 gennaio 1860 e finalmente, il 10 marzo, la Commissione alla Fabbrica risponde inviando a San Nazaro l'impegno richiesto. Nel 1863, per la prima volta, la fabbriceria dei Santi Nazaro e Celso chiede che la tela sia restituita, ma da Santa Maria in Silva non si riceve alcuna risposta.
Bisogna attendere il 1927 per ritrovare, nei documenti di corrispondenza, una nuova notizia su questa vicenda: il direttore dei Civici Musei Giorgio Nicodemi, il 7 marzo di quell'anno, scrive a San Nazaro di aver visto la tela a Santa Maria in Silva e di averne constatato il cattivo stato di conservazione, invitando a far riparare l'opera. La fabbriceria dei Santi Nazaro e Celso, seccamente, dirotta tutte le responsabilità e gli oneri verso Santa Maria in Silva. Nel 1939, Antonio Morassi segnala che la tela si trova ancora in cattivo stato, con ben tre strappi sulla superficie. Il 18 febbraio 1944, per salvaguardare l'opera da eventuali danneggiamenti dovuti ai bombardamenti (che già avevano colpito la chiesa), l'amministrazione comunale la fa ritirare e nascondere in luogo sicuro: nei documenti relativi, la tela è detta "di proprietà della chiesa di Santa Maria in Silva", sebbene effettivamente non lo fosse ancora. Il dipinto entra a far parte definitivamente del patrimonio della chiesa, anche se in modo indiretto, nel 1977, quando Santa Maria in Silva viene elevata a sede parrocchiale, separandosi dalla collegiata dei Santi Nazaro e Celso e acquisendo la proprietà sui beni all'interno, fra cui la tela del Gambara.

## Descrizione
Il dipinto raffigura santa Barbara in piedi, vestita con una tunica e un ricco mantello, appoggiata a una torre, in riferimento alla torre dove il padre l'avrebbe rinchiusa in giovane età per nasconderla ai pretendenti. Ai suoi piedi, nell'angolo inferiore destro della tela, è inchinato un devoto, forse il committente dell'opera, un uomo vestito di nero, stempiato e con una lunga barba rossiccia.
La santa, con un dito, sta indicando al devoto Gesù crocifisso in un'aura lucente tra le nubi, alle sue spalle. Sullo sfondo si vede una città fortificata in cima a un colle, dove su una delle torri si sta scaricando un fulmine, contro i quali santa Barbara è appunto invocata come protettrice. La sezione di cielo visibile mostra nubi nere e tempestose, che accrescono il tono complessivamente molto scuro della tela.

## Stile
L'opera è ben documentata nelle fonti della letteratura artistica antica: il primo a parlarne è Bernardino Faino nella seconda metà del Seicento, il quale già attribuisce il dipinto a Lattazio Gambara. Giulio Antonio Averoldi e altri, invece, la ritennero copia di un quadro del Moretto. Il nome del Gambara torna nei commenti di Francesco Maccarinelli, di Giovanni Battista Carboni e dei critici di inizio Ottocento. Alessandro Sala, nel 1834, ritiene di aver identificato il devoto raffigurato nella tela in Pietro Antonio Ducco, prevosto della collegiata dei Santi Nazaro e Celso alla metà del Cinquecento e di essere in possesso di un documento, autografo del Ducco, in cui risulta che il 2 giugno 1558 Lattazio Gambara si impegna a consegnare l'opera entro il Natale di quell'anno. L'informazione è accettata senza discussioni da tutti i critici successivi, ma non è purtroppo possibile considerarla come del tutto attendibile. Il documento di cui parla il Sala, infatti, non è più rintracciabile e, inoltre, né tra i prevosti né tra i primiceri della collegiata non esistette mai alcun Pietro Antonio Ducco, mentre nel 1558 il prevosto era Fabio Averoldi. In mancanza del documento citato dal Sala e di adeguate analisi sulla sua veridicità, pertanto, l'identificazione del devoto con un membro della famiglia Ducco è da ritenersi dubbia.
Per contro, la collocazione temporale al 1558 è calzante allo stile del dipinto: il Gambara, che si mantiene solitamente lontano dalle lezioni del Moretto, sembra che in questa Santa Barbara voglia, almeno per una volta, rendere omaggio al maestro indiscusso dell'arte del suo tempo, riprendendo a tratti la Santa Giustina di Padova e un donatore, ma non l'atmosfera mistica e il clima spirituale: la Santa Barbara qui dipinta è più dismessa e si rende autonomamente mediatrice di salvezza indicando al devoto il Gesù crocifisso, in modo che non è più la figura della santa il centro visivo e spirituale della scena, come era nel dipinto del Moretto, ma piuttosto l'asse devoto-santa Barbara-Gesù, tra l'altro molto evidente per la linea di costruzione su cui si imposta, che attraversa tutta la tela. Dal Moretto, sostanzialmente, è ripreso nulla più dell'inclinazione del volto della santa e della sinuosità del suo corpo, mentre tutto il resto, compreso il significato spirituale, è mutato.